# David Magalhães
Davíd, właśc. David Dinis Magalhães (ur. 24 lutego 1988) – angolski piłkarz grający na pozycji pomocnika.

## Kariera klubowa
Karierę piłkarską Davíd rozpoczął w klubie Petro Atlético ze stolicy kraju, Luandy. W 2006 roku zadebiutował w jego barwach w pierwszej lidze angolskiej. Swój pierwszy sukces z Petro Atlético osiągnął jeszcze w swoim sezonie 2008, gdy wywalczył pierwsze w karierze mistrzostwo Angoli. Z kolei w 2009 roku obronił ze swoim klubem tytuł mistrzowski.
W Petro Atlético grał do 2011 roku. Następnie występował w zespołach Sagrada Esperança, Primeiro de Agosto oraz Recreativo Caála, a w 2015 roku przeszedł do Domant FC.

## Kariera reprezentacyjna
W reprezentacji Angoli Davíd zadebiutował w 2009 roku. W 2010 roku został powołany do kadry na Puchar Narodów Afryki 2010.